# Villa di Briano
Villa di Briano là một đô thị ở tỉnh Caserta trong vùng Campania của Ý, có vị trí cách khoảng 20 km về phía tây bắc của Naples and about 15 km về phía tây nam của Caserta. Tại thời điểm ngày 31 tháng 12 năm 2004, đô thị này có dân số 5.771 người và diện tích là 8,5 km².
Villa di Briano giáp các đô thị: Casal di Principe, Casapesenna, Frignano, San Cipriano d'Aversa, San Marcellino, San Tammaro.